# Andreas Maislinger
Andreas Maislinger   (Sankt Georgen bei Salzburg, 26 de febrer de 1955) és un historiador i politòleg austríac, fundador del Servei Austríac a l'Estranger com a alternativa al servei militar obligatori amb l'objectiu de promoure l'educació i conscienciar sobre l'Holocaust. També és el fundador del Premi austríac per a la memòria de l'holocaust i l'ideòleg de la Casa de la Responsabilitat.

## Trajectòria
El 1980 es va doctorar amb una tesi sobre els problemes de la política de defensa austríaca. Posteriorment va ocupar càrrecs a l'Institut de Ciència Política de la Universitat d'Innsbruck i va fer classes a la Universitat de Nova Orleans com a professor visitant, a la Universitat Humboldt de Berlín i a la Universitat Hebrea de Jerusalem.
L'1 de setembre (commemoració de la Campanya de Polònia) de 1992, el primer jove austríac va iniciar el seu Servei Austríac de la Memòria al Museu Auschwitz-Birkenau. El 1998 va fundar el Servei Austríac a l'Estranger amb Andreas Hörtnagl i Michael Prochazka.
Com a reacció a la participació Partit de la Llibertat d'Àustria al govern federal austríac l'any 2000, Maislinger va suggerir que a la ciutat de Braunau am Inn s'havia de fundar una Casa de la Responsabilitat a la casa natal d'Adolf Hitler.